# Scream 4 (саундтрек)
«Scream 4: Original Motion Picture Soundtrack» и «Scream 4: Music From The Dimension Motion Picture» — официальные музыкальные альбомы 2011 года, содержащие музыку из фильма «Крик 4».

## Саундтрек
Альбом «Scream 4: Original Motion Picture Soundtrack» поступил в продажу 12 апреля 2011 года и был выпущен лейблом «Lakeshore Records».

## Список композиций
| №                   | Название                       | Автор(ы)                                                                            | Исполнитель            | Длительность |
| ------------------- | ------------------------------ | ----------------------------------------------------------------------------------- | ---------------------- | ------------ |
| 1.                  | «Something To Die For»         | Джаспер Андерберг, жоан Бенгсстон, Фредрик Блонд, Майя Айварссон и Феликс Родригес  | The Sounds             | 3:42         |
| 2.                  | «Bad Karma»                    | Дэзмонд Чайлд, Айда Мария Сивертсон, Стефан Торнби                                  | Ida Maria              | 2:55         |
| 3.                  | «Cup Of Coffee»                | Кори Марриотт, Джей Марриотт Стив Тарнок и Лиам Янг                                 | The Novocaines         | 1:30         |
| 4.                  | «Make My Body»                 | Кристоф Иглтон и Камтин Моейр                                                       | The Chain Gang Of 1974 | 3:37         |
| 5.                  | «Don't Mess With The Original» | Марко Белтрами                                                                      | Марко Белтрами         | 3:33         |
| 6.                  | «Yeah Yeah Yeah»               | Джаспер Андерберг, Джоан Бенгсстон, Фредрик Блонд, Майя Айворссон и Феликс Родригес | The Sounds             | 3:31         |
| 7.                  | «Run For Your Life»            | Тамара Шлезингер                                                                    | 6 Day Riot             | 2:32         |
| 8.                  | «Axel F»                       | Гарольд Фалтермейер                                                                 | Raney Shockne          | 3:01         |
| 9.                  | «On Fire»                      | Джесси Ллаз                                                                         | Locksley               | 1:54         |
| 10.                 | «Devils»                       | Эрик Элбоген                                                                        | Say Hi                 | 2:20         |
| 11.                 | «Denial»                       | Лукас Бэнкер и Логан Конрад Мэйдер                                                  | Stereo Black           | 3:43         |
| 12.                 | «Jill's America»               | Марко Белтрами                                                                      | Марко Белтрами         | 3:26         |
| Общая длительность: | Общая длительность:            | Общая длительность:                                                                 | Общая длительность:    | 35:51        |

## Инструментальная музыка
Альбом «Scream 4: Music From The Dimension Motion Picture» с инструментальной музыкой поступил в продажу неделю спустя, 19 апреля 2011 года, издатель — лейбл «Varèse Sarabande».

## Список композиций
| №                   | Название                               | Artist              | Длительность |
| ------------------- | -------------------------------------- | ------------------- | ------------ |
| 1.                  | «You're Not Real»                      | Марко Белтрами      | 5:44         |
| 2.                  | «Dewey In The Morning»                 | Марко Белтрами      | 0:29         |
| 3.                  | «Cheating On My Diet / Woodsboro 2010» | Марко Белтрами      | 2:50         |
| 4.                  | «When You Let Someone Go»              | Марко Белтрами      | 1:36         |
| 5.                  | «It’s My Rental»                       | Марко Белтрами      | 1:35         |
| 6.                  | «You Were Busy»                        | Марко Белтрами      | 1:09         |
| 7.                  | «Which Closet?»                        | Марко Белтрами      | 4:32         |
| 8.                  | «Working Together»                     | Марко Белтрами      | 1:24         |
| 9.                  | «You Are The Message»                  | Марко Белтрами      | 3:14         |
| 10.                 | «Everything's Under Control»           | Марко Белтрами      | 1:18         |
| 11.                 | «I Know How You Feel»                  | Марко Белтрами      | 2:30         |
| 12.                 | «Cameras Obscured»                     | Марко Белтрами      | 1:33         |
| 13.                 | «Gail & Ghostface»                     | Марко Белтрами      | 1:04         |
| 14.                 | «Don't Spoil It, Part 1»               | Марко Белтрами      | 4:27         |
| 15.                 | «The After Party»                      | Марко Белтрами      | 2:47         |
| 16.                 | «I Got It Right»                       | Марко Белтрами      | 3:58         |
| 17.                 | «Your Ingenue Days Are Over»           | Марко Белтрами      | 5:45         |
| 18.                 | «The After-After Party»                | Марко Белтрами      | 3:16         |
| 19.                 | «Touch & Go»                           | Марко Белтрами      | 2:52         |
| 20.                 | «Don’t Spoil It, Part 2»               | Марко Белтрами      | 3:57         |
| 21.                 | «Sid’s Advice»                         | Марко Белтрами      | 5:41         |
| Общая длительность: | Общая длительность:                    | Общая длительность: | 61:38        |